# 侯祥川
侯祥川（1899年—1982年），男，广东揭阳人，中国生物化学家，曾任中国生物化学会名誉理事。